# Alteraciones andaluzas
Alteraciones andaluzas es la denominación historiográfica, debida a Antonio Domínguez Ortiz, que reciben los acontecimientos que tuvieron lugar en Andalucía en los años centrales del siglo XVII, el momento más duro de la crisis del siglo XVII; especialmente los motines que tuvieron lugar entre 1647 y 1652, como el motín del hambre de Córdoba (1652).
Previamente, durante una coyuntura políticamente más crítica del reinado de Felipe IV de España (la denominada crisis de 1640), en el año 1641 al Duque de Medina Sidonia (Gaspar Pérez de Guzmán y Sandoval) y al Marqués de Ayamonte (Francisco Manuel Silvestre de Guzmán y Zúñiga) se les acusó de organizar una conspiración, vinculada a la simultánea independencia de Portugal.
La denominación alteraciones vinculada a movimientos sociales en forma de revueltas es compartida por otros sucesos de la historia moderna de España, especialmente las alteraciones aragonesas (1590-1591) ocasionadas por el caso de Antonio Pérez.